# Az 1941–1945-ös Nagy Honvédő Háborúban Németország Fölött Aratott Győzelemért érdemérem
Az 1941–1945-ös Nagy Honvédő Háborúban Németország Fölött Aratott Győzelemért érdemérem vagy rövidebb formában Németország Legyőzéséért érdemérem (oroszul: медаль «За победу над Германией в Великой Отечественной войне 1941—1945 гг.», transzliteráció: Medal „Za pobedu nad Germanyijej v Velikoj Otyecsesztvennoj vojnye 1941–1945”) második világháborús szovjet katonai kitüntetés, melyet 1945. május 9-én alapítottak.

## Az elismerésről
A kitüntetés annak a nagy győzelemnek állít emléket, amelyet a szovjet csapatok a második világháború keleti frontján a náci Németország és európai szövetségeseik felett arattak. Hasonlóan a Szovjetunió által adományozott kitüntetések nagy részéhez, már nem adományozható. 1995. január 1-ig összesen 14 933 000 fő részesült ebben a kitüntetésben, mely a gyűjtők körében nagy becsben tartott, népszerű darab, és kereskednek is vele.
Az érdemérem birtokosai jogosulttá váltak az 1941–1945-ös Nagy Honvédő Háborúban aratott győzelem kerek évfordulóira alapított jubileumi emlékérmékre az alábbi kitüntetések esetében:
- Az 1941–1945-ös Nagy Honvédő Háborúban aratott győzelem huszadik évfordulójára emlékérem
- Az 1941–1945-ös Nagy Honvédő Háborúban aratott győzelem harmincadik évfordulójára emlékérem
- Az 1941–1945-ös Nagy Honvédő Háborúban aratott győzelem negyvenedik évfordulójára emlékérem
- Az 1941–1945-ös Nagy Honvédő Háborúban aratott győzelem ötvenedik évfordulójára emlékérem
- Az 1941–1945-ös Nagy Honvédő Háborúban aratott győzelem hatvanadik évfordulójára emlékérem
- Az 1941–1945-ös Nagy Honvédő Háborúban aratott győzelem hatvanötödik évfordulójára emlékérem

## Kinézete

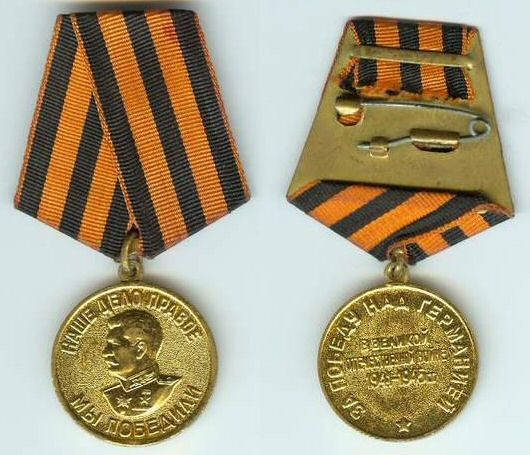
A medália elöl- és hátulnézeti képe

Az érme sárgarézből készült, alakja szabályos kör, melynek átmérője 32 mm. Az elülső oldalán Sztálin katonaruhás mellképe látható, az érem felső körívén található felirat, «НАШЕ ДЕЛО ПРАВОЕ» fordítása Ügyünk igazságos. Az alsó részen «МЫ ПОБЕДИЛИ» felirat Győztünk.
Érdekessége az arcképnek, hogy nyugatra, baloldalra néző profillal készült, míg a Japán Legyőzéséért emlékérem jobboldalra, tehát keletre figyelő arcképét használták fel a generalisszimusznak.
A hátoldalon körfelirat «ЗА ПОБЕДУ НАД ГЕРМАНИЕЙ» fordítása Győzelem Németország felett és alatta középen ötágú csillag. Középen olvasható szöveg «В ВЕЛИКОЙ ОТЕЧЕСТВЕННОЙ ВОЙНЕ 1941—1945 ГГ.», fordítása Nagy Honvédő Háború 1941–1945. Az érme minden felirata és képe domború. Az éremhez tartozó szalagsáv színvilága a Szent György-kereszthez és a Dicsőség-rendhez hasonlóan narancssárga alapon szimmetrikusan futó három függőleges fekete sáv. A szalag szélessége 24 milliméter.

## Fordítás
- Ez a szócikk részben vagy egészben  a   Medal For the Victory Over Germany in the Great Patriotic War 1941–1945  című angol Wikipédia-szócikk ezen változatának fordításán alapul.  Az eredeti cikk szerkesztőit annak laptörténete sorolja fel. Ez a jelzés csupán a megfogalmazás eredetét és a szerzői jogokat jelzi, nem szolgál a cikkben szereplő információk forrásmegjelöléseként.